# قرار مجلس الأمن التابع للأمم المتحدة رقم 114
قرار مجلس الأمن التابع للأمم المتحدة رقم 114، الذي اتخذ بالإجماع في 4 يونيو 1956، بعد تلقي تقرير من الأمين العام، أشار المجلس أنه تم إحراز تقدم نحو اعتماد التدابير المحددة المنصوص عليها في قرار مجلس الأمن رقم 113 ولكن ذلك الامتثال الكامل لاتفاقيات الهدنة العامة ومجموعة من قرارات المجلس لم تنفذ بعد. وأعلن المجلس أنه ينبغي لجميع الأطراف في اتفاقات الهدنة أن تتعاون مع الأمين العام ورئيس أركان هيئة الأمم المتحدة لمراقبة الهدنة في فلسطين وأن مراقبي الأمم المتحدة يجب أن يمنحوا حرية الحركة الكاملة.
وطلب المجلس كذلك أن يرفع رئيس الأركان تقاريره إليه عندما يشكل أي إجراء يقوم به طرف في اتفاق الهدنة انتهاكا خطيرا لذلك الاتفاق وأن يواصل الأمين العام مساعيه الحميدة مع الطرفين ويبلغهم حسب الاقتضاء.